# دوري كرة القدم الأمريكية 1970
دوري كرة القدم الأمريكية 1970 هو موسم من دوري كرة القدم الأمريكية ‏. فاز فيه Philadelphia Ukrainians ‏.